# 나야 나 (PICK ME)
"나야 나 (PICK ME)"는 2017년 노래로, 엠넷의 서바이벌 리얼리티 프로그램 《PRODUCE 101 시즌 2》의 참가자들이 부른 노래이다. 《PRODUCE 101 시즌 2》의 테마곡이기도 하다. 2017년 3월 9일 CJ E&M을 통해 공개되었다. 센터는 이대휘가 맡았다. 2017년 5월 6일에는 피아노 버전이 발매되었고, 8월 7일에는 워너원의 데뷔 음반 1×1=1 (TO BE ONE)에는 CD에 한해서 워너원 멤버들로 새롭게 불리는 버전의 곡이 수록되었다.